# Castillo de la Iruela
El castillo de La Iruela es una fortaleza de origen andalusí ubicado en La Iruela, en la comarca del Alto Guadalquivir, provincia de Jaén, situada en la comunidad autónoma de Andalucía, en España. Está situado en la cima de una peña denominada El Picacho, en pleno parque natural de las Sierras de Cazorla, Segura y Las Villas.
Se encuentra bajo la protección de la Declaración genérica del Decreto de 22 de abril de 1949, y la Ley 16/1985 sobre el Patrimonio Histórico Español. La Iruela fue declarada Conjunto Histórico-Artístico en 1985.

## Historia
Los primeros cimientos son de época tardoantigua o inicios de la andalusí. Durante el periodo islámico, La Iruela pasó a ser una alquería o pequeña población rural de las que se extendían por la región. Durante el Imperio almohade, en el último tercio del siglo XII, aparecería la aldea islámica al sur del castillo y la construcción y ampliación de las murallas y de la actual fortaleza.
En 1231 la zona fue conquistada por el monarca Fernando III de Castilla, quien entregó las tierras a Rodrigo Jiménez de Rada, arzobispo de Toledo, denominadas desde entonces como Adelantamiento de Cazorla. Este arzobispo comenzó a construir nuevos emplazamientos cristianos sobre la antigua fortaleza islámica, mientras que el siguiente eclesiástico en el cargo, Sancho de Castilla, dará un estatus más elevado a Cazorla, convirtiéndose a La Iruela en una aldea de la misma.
Durante la primera guerra civil castellana (1351-69), Cazorla tomó partido por Pedro I, mientras que La Iruela mostró su apoyo por el arzobispo Gómez Manrique y Enrique de Trastámara, quienes resultaron vencedores y decidieron devolver el estatus de villa a La Iruela en 1370. Las presiones de Cazorla revirtieron este proceso dos meses más tarde, aunque en 1378 La Iruela finalmente obtuvo su independencia gracias al arzobispo Pedro Tenorio y se comenzaron a construir la torre del homenaje y la torre-puerta del castillo.

### Iglesia de Santo Domingo
Dentro del recinto del castillo se ubica la Iglesia de Santo Domingo, que se construyó por orden de Francisco de los Cobos, secretario personal de Carlos V y adelantado de Cazorla en honor al patrón de La Iruela. Existe un debate sobre quién realizó las trazas arquitectónicas de la iglesia, entre Andrés de Vandelvira y Rodrigo de Gibaja, e incluso es posible que trabajaran ambos, ya que hay elementos arquitectónicos usados cada uno en otros edificios. Este edificio sería asaltado e incendiado durante la Guerra de la Independencia el 4 de junio de 1810. Posteriormente la iglesia pasó a ser cementerio municipal hasta 1953.

## Descripción
En las cumbres de un contrafuerte de la sierra de Cazorla se agrupa el conjunto ruinas, que incluye los restos del castillo, las murallas y el monasterio. El castillo está estructurado en tres niveles. En el primero, la torre del homenaje cristiana (símbolo más característico del recinto), se encuentra en el lugar donde hubo un alcázar musulmán. Los siguientes niveles amurallados, siendo el segundo una plaza de armas donde destaca el aljibe.
Del castillo, el elemento más destacado es la torre del homenaje, rodeada de muros que apoyan en la roca y que delimitan un pequeño recinto. El segundo recinto está formado por restos de varias torres y muros, todos ellos apoyados en afloramientos rocosos. La entrada, en codo, se hacía a través de una de las torres. Dentro se ubica un amplio aljibe. Debió contar con un tercer recinto que completaba el conjunto.

## Rodajes
La serie de televisión Curro Jiménez, emitida durante los años 1976 y 1978, fue rodada en el castillo de La Iruela.